# Jan VII.
Jan VII. (kolem roku 650 Rossano – 18. října 707 Řím) byl 86. papežem od 1. března 705 až do své smrti. Podobně jako jeho předchůdce, byl i on Řek.

## Biografie
Byl prvním papežem, který byl synem vysoce postaveného byzantského úředníka (Platona). Měl výborný vztah s Langobardy, díky čemuž langobardský král Aribert II. vrátil Svatému stolci majetky v Alpách, o které přišel po nájezdu Langobardů. Po návratu byzantského císaře Justiniána II. na trůn poslal do Říma kopie kánonů z římskou církví neuznané Trullské synody spolu s návrhem, aby papež uspořádal synodu, ve které rozhodne o platnosti jednotlivých kánonů. Jan se panovníkova kompromisu lekl a poslal kánony zpět do Cařihradu.
Jan byl významným stavitelem a patronem umění. Nechal opravit a vyzdobit (hlavně mozaikami) hodně římských kostelů a postavit novou rezidenci pro papeže, ve které 18. října 707 zemřel.

## Odkazy

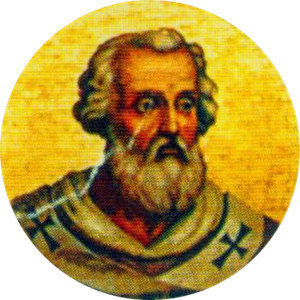
Portrét papeže Jana VII. v bazilice sv. Pavla za hradbami